# Боткин, Фёдор Владимирович
Фёдор Влади́мирович Бо́ткин (21 октября [2 ноября] 1861, Москва — 4 марта 1905, Везине́ близ Парижа) — французский живописец русского происхождения, сторонник символизма, яркая фигура среди русской диаспоры в Париже времён «прекрасной эпохи». 
Отец — Владимир Петрович Боткин, мать — Анна Ефимовна Боткина, происходившая из известной московской торгово-промышленной семьи Гучковых. По отцу двоюродный брат известного коллекционера западной живописи С. И. Щукина. В детстве будущий художник не проявлял интереса к живописи. Представитель известного в России и Европе купеческого рода, он увлекался математикой, поступил на математический факультет Московского университета, затем перешел на юридический, который окончил с отличием. 
В 1887 году Боткин уехал в Италию. Флоренция с её музеями и церквями произвела на него неизгладимое впечатление, а великие творения Филиппо Липпи и Сандро Боттичелли вдохновили на занятия рисунком и живописью. За два года пребывания в Италии Боткин прошел обучение в частной мастерской на неаполитанском побережье и в Миланской Академии художеств. В 1889 году он переехал в Париж. Участвуя в престижных выставках во Франции (Общество независимых художников, Салон Марсова поля) и Германии (Мюнхенский Сецессион), Боткин добился признания в художественных кругах Европы. Его талант оценил С. П. Дягилев и пригласил участвовать в выставке русских и финляндских художников (Санкт-Петербург, 1898), а также в выставках объединения «Мир искусства». Находился под сильным влиянием Мориса Дени и группы «Наби». Как писал Иван Щукин, в России Боткина «знали мало, разве по слухам, и по русской привычке, не видя его вещей, усердно за глаза бранили…».
Федор Боткин и Иван Щукин — два русских парижанина, приобщившие Сергея Щукина к импрессионистам.
В начале 1900-х годов — в период расцвета своей творческой деятельности — художник оставляет живопись по причине тяжелой наследственной болезни. Последние годы жизни Федор Владимирович Боткин провел в психиатрической клинике под Парижем. Большая часть произведений Боткина была перевезена из Парижа в Москву его братом Михаилом Владимировичем. В 1906—1907 годах в Санкт-Петербурге и Москве прошла 4-я выставка «Союза русских художников», при которой была открыта посмертная экспозиция работ Федора Боткина, имевшая большой успех. Две картины с выставки были приобретены Третьяковской галереей, в собрании которой уже имелись произведения Боткина, в том числе подаренный братом художника в 1906 году портрет А. Е. Боткиной. В 1932 году он был передан в Саратовский музей им. А. Н. Радищева.

## Галерея

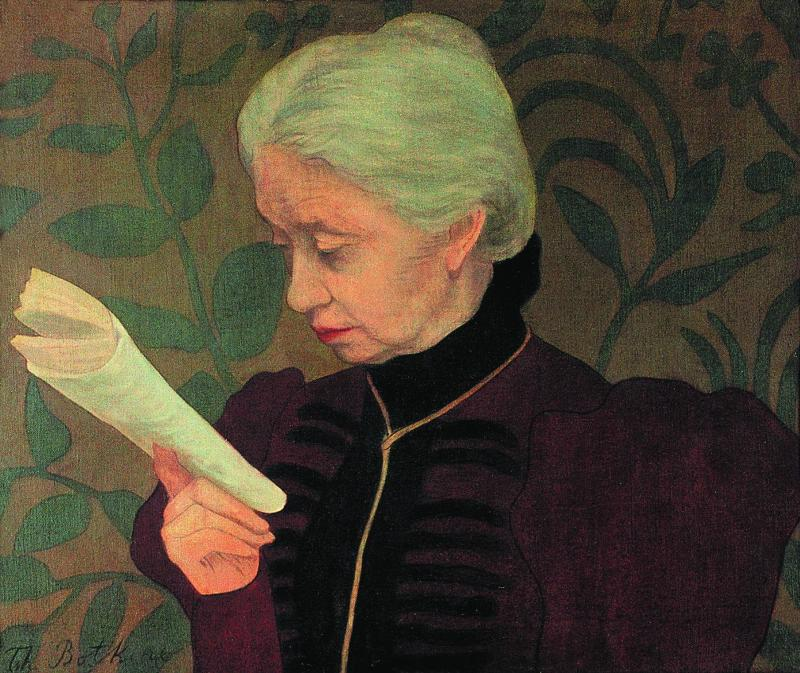
Анна Ефимовна Боткина (урождённая Гучкова), мать художника. 1890-е годы
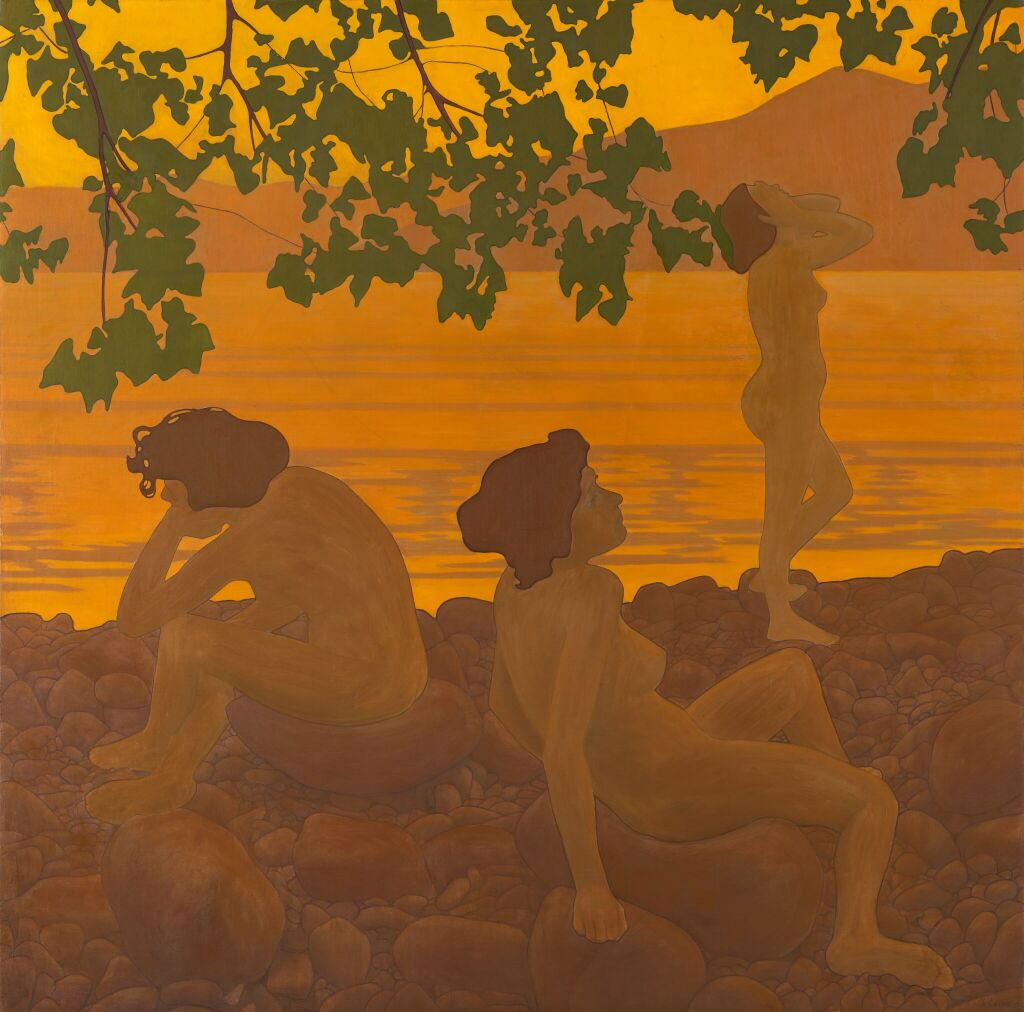
Вечер на берегу озера. Три женских силуэта (Опыт декоративного мотива в желтых тонах). 1897